# Affaire XYZ
Pour les articles homonymes, voir XYZ.

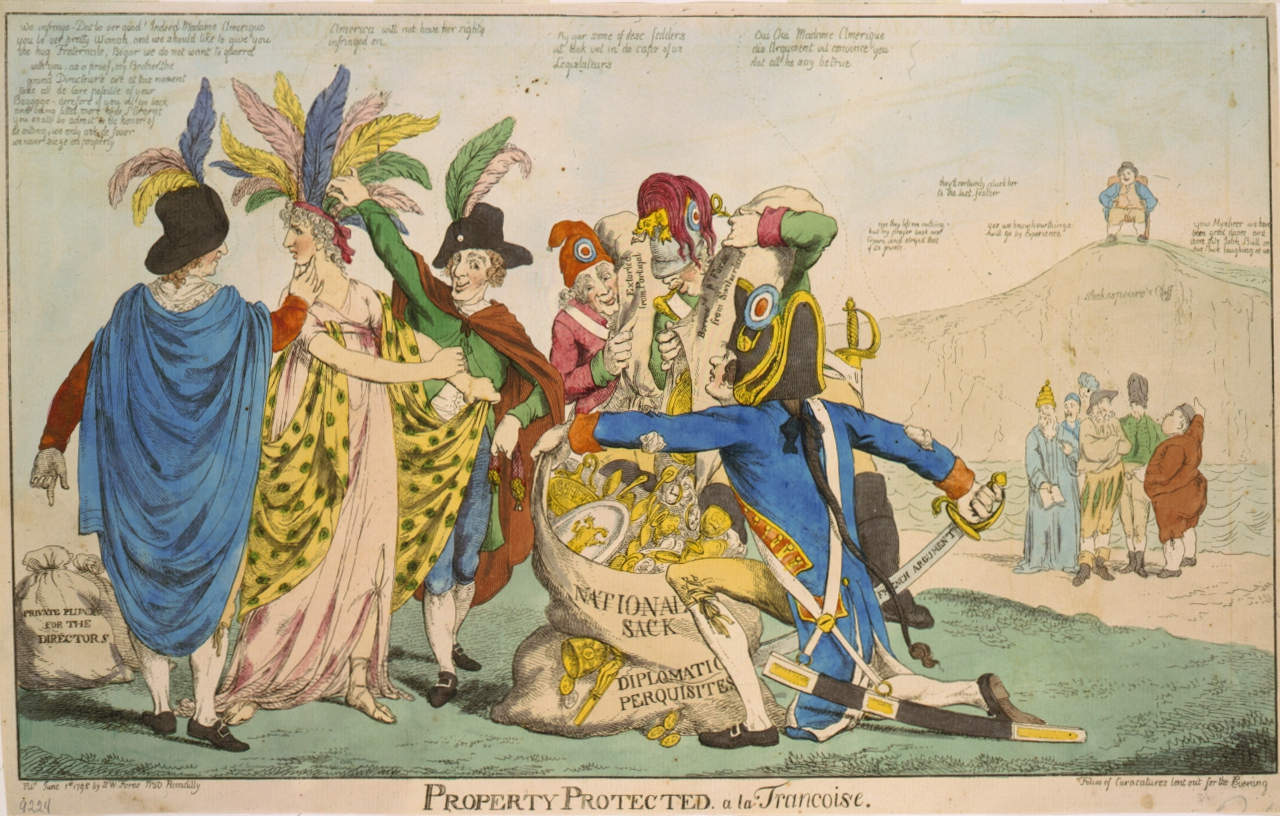
Property protected à la françoise (1798), dessin satirique de propagande britannique.

L’affaire XYZ est un épisode diplomatique au cours duquel les demandes financières et de dessous de table des agents français proches de Talleyrand ont pour conséquence la dégradation des relations entre la France et les États-Unis. Celle-ci culmine dans la guerre navale non déclarée appelée la « quasi-guerre » qui a lieu à partir de mars 1797 jusqu'en 1800.

## Contexte
Depuis la signature du traité de commerce et d'amitié entre les États-Unis et l'Angleterre (1794), la France et les États-Unis sont en pleine guerre maritime. C'est dans ce contexte que trois émissaires américains débarquent en France en octobre 1797 avec pour mission de rétablir la neutralité américaine.

## Déroulement
Trois agents français, alors publiquement désignés sous le nom de X, de Y et de Z mais plus tard indiqués comme Jean-Conrad Hottinguer, Pierre Bellamy et Lucien Hauteval, exigent des concessions importantes des États-Unis comme condition pour continuer des négociations bilatérales de paix. Les concessions exigées par les Français incluent 50 000 livres sterling, un prêt de 10 millions de dollars des États-Unis, un dessous-de-table de 250 000 dollars au ministre français des Affaires étrangères Charles Maurice de Talleyrand, et des excuses formelles pour les commentaires formulés par le président des États-Unis John Adams.
La demande est tenue au cours d'une réunion à Paris entre les agents français et une commission américaine composée de trois membres : Charles Cotesworth Pinckney, John Marshall et Elbridge Gerry. Plusieurs semaines avant la réunion avec X, Y et Z, la commission américaine rencontre le ministre français des Affaires étrangères pour discuter de la revanche française au traité de Londres de 1795, que la France perçoit comme preuve d'une alliance anglo-américaine,. Les Français saisissent presque 300 bateaux américains en partance pour les ports britanniques dans les mers atlantiques et méditerranéennes et dans les Caraïbes.
John Adams décida d'envoyer Charles Cotesworth Pinckney en tant qu'élément de la commission, les relations franco-américaines ayant récemment empiré à la suite du rejet de Pinckney par Talleyrand comme ambassadeur américain en France. Les Français continuaient à saisir les bateaux américains, et le parti fédéraliste, mené par Alexander Hamilton, préconisait la guerre. Le Congrès des États-Unis autorisa la constitution d'une armée.
Les États-Unis firent à la France une offre proche des dispositions du traité de Londres de 1795 avec la Grande-Bretagne, mais la France réagit en expulsant Marshall et Pinckney de nouveau aux États-Unis et refusant toute proposition faisant intervenir ces deux délégués. Gerry resta en France en pensant qu'il pourrait empêcher une déclaration de guerre, mais ne prit pas officiellement part aux négociations.
Adams publie le rapport de l'affaire le 6 juillet 1798 en réponse aux attaques de l'opposition, incarnée par les membres du Parti républicain-démocrate du Congrès. Les journaux américains reprirent l'information avec pour résultat une vague de sentiment anti-française passionnée à travers les États-Unis,. C'est dans ce document que les noms des négociateurs étaient figurés par X, Y et Z, peut-être dans une intention offensante ou pour des raisons plus subtiles. La déclaration de guerre formelle fut proche mais évitée par la diplomatie d'Adams tout d'abord et surtout par la nomination de nouveaux diplomates qui comprenaient William Murray (en) comment gérer le conflit.
En France, le scandale est proche, et Talleyrand doit se justifier auprès du Directoire. Il met plusieurs mois à renouer le fil des négociations.
Indépendamment de l'absence d'une déclaration de guerre formelle, les incursions continues des Français contre les navires marchands américains menèrent à l'abrogation de l'alliance franco-américaine pendant la quasi-guerre (le 7 juillet 1798 - 1800). Adams envoya encore des négociateurs le 18 janvier 1799 qui finirent par négocier la fin des hostilités lors du traité de Mortefontaine. Pendant les négociations avec la France, les États-Unis commencèrent à accroître leur marine, orientation depuis longtemps soutenue par Adams et Marshall, pour se défendre contre la France et le Royaume-Uni.
De 1797 à 1800, les corsaires français arraisonnèrent plus de 800 navires américains.